# 喜田宏
喜田 宏（きだ ひろし、1943年12月10日 - ）は、日本の獣医師、獣医微生物学者。北海道大学 名誉教授。勲等は瑞宝重光章。学位は獣医学博士（北海道大学・1977年）。北海道大学ワクチン研究開発拠点 ワクチン開発部門 特任教授。日本学士院会員、文化功労者。
武田薬品工業株式会社光工場細菌部での勤務を経て、北海道大学獣医学部教授、北海道大学大学院獣医学研究科教授、北海道大学大学院獣医学研究科研究科長、北海道大学獣医学部学部長、北海道大学人獣共通感染症リサーチセンターセンター長、北海道大学ユニバーシティプロフェッサーなどを歴任した。

## 来歴

### 生い立ち
1943年12月10日生まれ、北海道出身。1962年3月、北海道札幌南高等学校を卒業した。その後、北海道大学に進学し、獣医学部の獣医学科にて学んだ。1967年3月、北海道大学を卒業した。そのまま北海道大学の大学院に進学し、獣医学研究科の予防治療学専攻にて学んだ。1969年3月、北海道大学の大学院における修士課程を修了した。

### 研究者として
1969年4月、武田薬品工業に技術研究職として入社し、光工場の細菌部に配属された。それ以来、1976年2月まで技術研究職として勤務した。
同年3月、母校である北海道大学に転じた。獣医学部の講師に就任し、1978年3月まで務めた。獣医学部においては、主として家畜衛生学講座を担当した。その間、博士論文「Studies on the development of new leptospiral vaccines」を執筆し、1977年9月30日に北海道大学より獣医学博士の学位を授与された。1978年4月、北海道大学の獣医学部にて助教授に昇任し、1994年5月まで務めた。それと並行して、セント・ジュード小児研究病院にて、1980年12月から1981年11月まで客員科学者を、1986年1月から1987年1月までカルノフスキー賞招聘研究員として客員教授を、それぞれ兼任していた。また、1989年1月から同年3月にかけては、国際協力事業団の派遣専門家として、ザンビア大学の教授を兼任していた。1994年6月、北海道大学の獣医学部にて教授に昇任した。大学院重点化に伴い、翌年4月より大学院の獣医学研究科の教授が本務となり、以降2012年3月まで務めた。その間、1995年6月から2001年4月にかけて、北海道大学の評議員を兼務した。2001年5月には獣医学研究科の研究科長と獣医学部の学部長に同時に就任し、2005年4月まで両職を兼務した。また、2005年4月には、新たに発足した人獣共通感染症リサーチセンターにてセンター長に就任し、2012年3月まで兼務した。さらに、2007年12月12日には日本学士院会員に選出された。2012年3月、北海道大学を退職した。これまでの業績が評価され、翌月、北海道大学から名誉教授の称号を贈られた。
なお、退職後も、北海道大学の大学院にて獣医学研究科の特任教授として再雇用されることになり、2012年4月から2014年3月まで同職を務めた。同時に、2012年4月から北海道大学人獣共通感染症リサーチセンター（現：北海道大学人獣共通感染症国際共同研究所）にて統括を務めた。2014年4月から2016年3月にかけては、北海道大学人獣共通感染症リサーチセンターの特任教授と、国際連携教育局の特任教授とを、それぞれ同時に務めた。2016年4月からは、北海道大学の人獣共通感染症リサーチセンターにて特別招聘教授を務めた。同時に、北海道大学よりユニバーシティプロフェッサーの称号が贈られた。2017年5月には瑞宝重光章を授与され、同年11月には文化功労者として顕彰された。

## 研究
専門は獣医学であり、特に獣医微生物学といった分野について研究している。具体的には、ウイルス学、微生物生態学、感染病理学などについて研究している。特に鳥インフルエンザの起源と流行予防の研究では国内第一人者であり、新聞やテレビなどへの出演も多い。
業績は高く評価されており、多数の賞を受賞している。2005年6月13日には、「インフルエンザ制圧のための基礎的研究――家禽、家畜およびヒトの新型インフルエンザウイルスの出現機構の解明と抗体によるウイルス感染性中和の分子的基盤の確立」の功績により、日本学士院賞を授与されている。そのほか、1982年4月には日本獣医学会賞を、2002年3月には北海道科学技術賞を、2004年11月には北海道新聞文化賞を、2005年4月には日本農学賞と同時に読売農学賞を、2016年10月には北海道功労賞を、それぞれ受賞している。また、2011年11月には農事功績表彰の緑白綬有功章を受章している。なお、自身の所属していた北海道大学大学院獣医学研究科の動物疾病学講座微生物学教室に対しても、2009年2月に畜産大賞が授与されている。
日本学士院では、喜田の研究業績について「夏にカモが営巣するシベリアの湖沼水中に存続しているウイルスが、渡りガモによって中国南部の池に持ち込まれ、そこでアヒル等を介してブタに伝播する経路を明らかにしました」「ヒトと鳥のインフルエンザウイルスに同時感染したブタの呼吸器で新型ウイルスが出現する機構を実証しました」と紹介したうえで「世界の高病原性鳥インフルエンザと新型ウイルス対策ならびに人獣共通感染症克服のため、広範な研究を展開し、国際協力研究にも多大な寄与をしています」と讃えている。

## 人物
日本国内の既存の獣医学部を統合・再編すべきと主張している。具体的には「既存の獣医学部の統合再編で教育の中身を充実させるべきだ」と主張するなど、獣医学部の数を増加させるより、教育や研究の質を向上させるべきだとしている。加計学園が運営する岡山理科大学の獣医学部新設が認可された際には「獣医学部は教員の数が少なく1人当たりの負担が大きい。これ以上新設したら教育の質が下がることになる」と苦言を呈した。この岡山理科大学の獣医学部新設に端を発した加計学園問題については、「新設の必要性の議論が十分になされないまま認可の話が進んだ」と疑問視している。なお、加計学園問題に関連し、内閣総理大臣の安倍晋三が「地域に関係なく意欲があれば、2校でも3校でもどんどん認めていく」と発言し、獣医学部のさらなる新設を示唆した際には、喜田は「安倍首相は獣医業界の現状を理解していないのではないか」と指摘した。

## 略歴
- 1943年 - 北海道にて誕生[2]。
- 1962年 - 北海道札幌南高等学校卒業[3]。
- 1967年 - 北海道大学獣医学部卒業[3]。
- 1969年 - 北海道大学大学院獣医学研究科修士課程修了[3]。
- 1969年 - 武田薬品工業入社[3]。
- 1969年 - 武田薬品工業光工場細菌部配属[3]。
- 1976年 - 武田薬品工業退職[3]。
- 1976年 - 北海道大学獣医学部講師[3]。
- 1978年 - 北海道大学獣医学部助教授[3]。
- 1980年 - セント・ジュード小児研究病院客員科学者[3]。
- 1986年 - セント・ジュード小児研究病院客員教授[3]。
- 1989年 - ザンビア大学教授[3]。
- 1994年 - 北海道大学獣医学部教授[3]。
- 1995年 - 北海道大学大学院獣医学研究科教授[3]。
- 1995年 - 北海道大学評議員[3]。
- 2001年 - 北海道大学大学院獣医学研究科研究科長[3]。
- 2001年 - 北海道大学獣医学部学部長[3]。
- 2005年 - 北海道大学人獣共通感染症リサーチセンターセンター長[3]。
- 2007年 - 日本学士院会員[3][6]。
- 2012年 - 北海道大学退職[3]。
- 2012年 - 北海道大学名誉教授[3]。
- 2012年 - 北海道大学大学院獣医学研究科特任教授[3]。
- 2012年 - 北海道大学人獣共通感染症リサーチセンター統括[3]。
- 2014年 - 北海道大学人獣共通感染症リサーチセンター特任教授[3]。
- 2014年 - 北海道大学国際連携教育局特任教授[3]。
- 2016年 - 北海道大学ユニバーシティプロフェッサー[3]。
- 2016年 - 北海道大学人獣共通感染症リサーチセンター特別招聘教授[3]。
- 2017年 - 長崎大学感染症共同研究拠点拠点長[3]。

## 賞歴
- 1982年 - 日本獣医学会賞[6][7]。
- 2002年 - 北海道科学技術賞[6][7]。
- 2004年 - 北海道新聞文化賞[6][7][15]。
- 2005年 - 日本農学賞[6][7][16]。
- 2005年 - 読売農学賞[6][7]。
- 2005年 - 日本学士院賞[6][7][10]。
- 2011年 - 農事功績表彰緑白綬有功章[7][17]。
- 2016年 - 北海道功労賞[7]。
- 2019年 - 第14回日本ワクチン学会高橋賞[18]。

## 栄典
- 2017年 - 瑞宝重光章[7][8]。
- 2017年 - 文化功労者[7][9]。

## 著作

### 共著
- 北海道大学放送教育委員会編『私たちのくらしと動物たち』北海道大学図書刊行会、1993年。ISBN 4832901923

### 編纂
- 木村哲・喜田宏編『人獣共通感染症』医薬ジャーナル社、2004年。ISBN 475322094X
- 木村哲・喜田宏編『人獣共通感染症』改訂版、医薬ジャーナル社、2011年。ISBN 9784753224722
- 木村哲・喜田宏編『人獣共通感染症』改訂3版、医薬ジャーナル社、2016年。ISBN 9784753227778